# Anton Dostler
Anton Dostler, nemški general, * 10. maj 1891, † 1. december 1945.
Po koncu 2. svetovne vojne je bil obsojen in ustreljen zaradi izdaje ukaza o poboju 15 ameriških vojnih ujetnikov leta 1944.